# Wim Woudsma
Wim Woudsma (Nijverdal, 1957. augusztus 11. – Nijverdal, 2019. május 23.) holland labdarúgó, hátvéd.

## Pályafutása
1976 és 1989 között a Go Ahead Eagles, 1989–90-ben a N.E.C. labdarúgója volt. 1977 és 1981 között kilenc mérkőzésen szerepelt a holland U21-es válogatottban.